# La Molina (district)
 (juin 2015).
Si vous disposez d'ouvrages ou d'articles de référence ou si vous connaissez des sites web de qualité traitant du thème abordé ici, merci de compléter l'article en donnant les références utiles à sa vérifiabilité et en les liant à la section « Notes et références ».

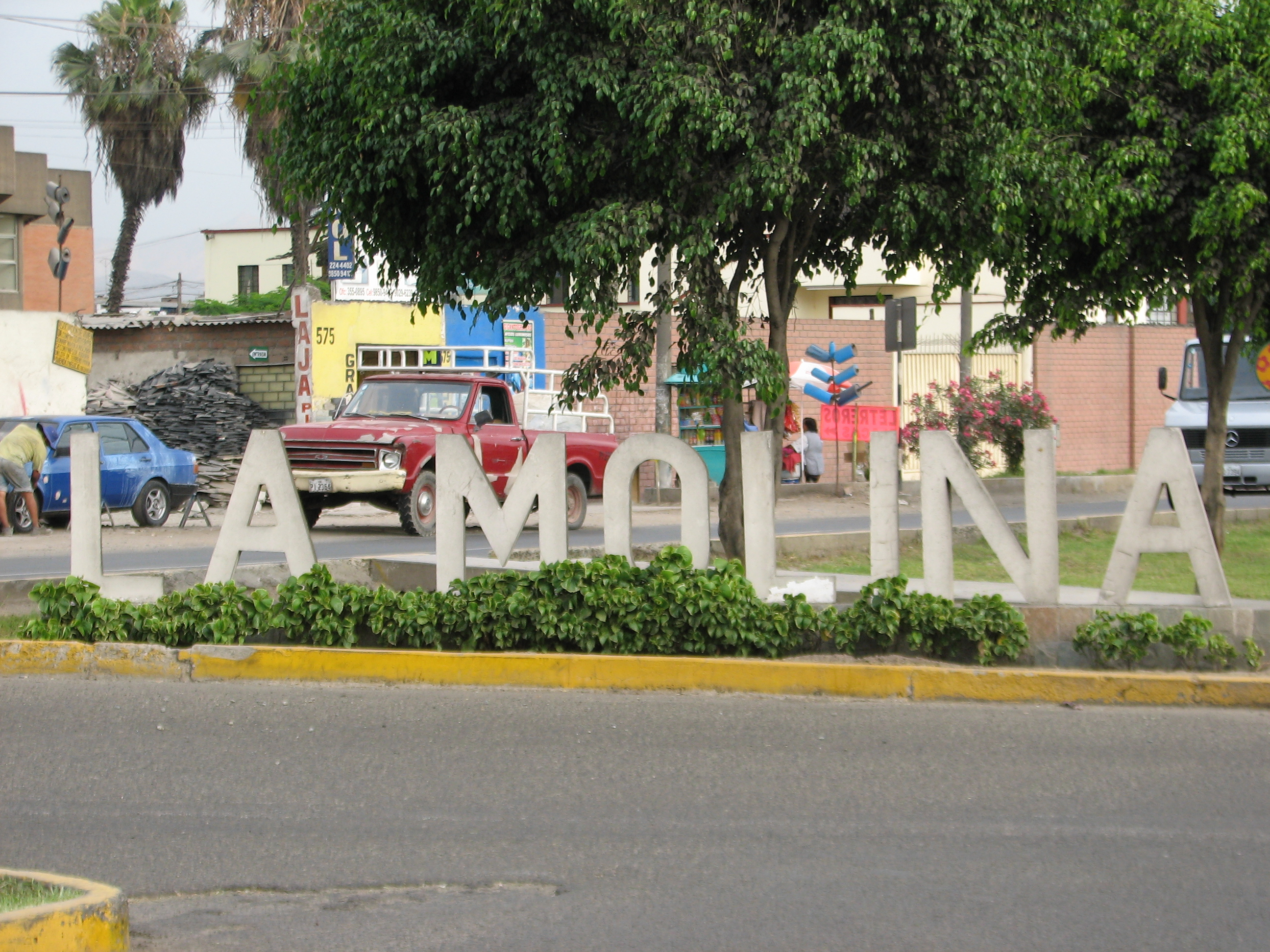
Panneau du district à La Molina.

Le district de La Molina est l'un des quarante-trois districts qui constituent la province de Lima, dans le département du même nom, au Pérou. Il se situe à l'est de l'agglomération. Au nord, il est limitrophe du district d'Ate (es), à l'est du district de Pachacámac (es), au sud, du district de Villa María del Triunfo (es), au sud-ouest, du district de San Juan de Miraflores (es) et à l'ouest, du district de Santiago de Surco. Les habitants sont principalement de la classe moyenne supérieure.

## Toponymie
Le nom du district vient du grand nombre de moulins (molinos en espagnol) à canne à sucre qui s'y trouvaient durant l'époque coloniale.

## Structure de l'arrondissement
La Molina est un arrondissement résidentiel, en grande part de classe grande, dans celui qui ils se soulignent les urbanisations La Planicie, Le Soleil de la Molina, Rinconada, La Molina Vieja, Club Campestre Los Lagunes, Camacho, et en classe moyenne grande, comme Santa Patricia et Los Vignes. La Molina s'identifie par être uns des arrondissements où il n'existe pas l'extrême pauvreté.
- La Molina Vieille: il Est la zone sud de l'arrondissement. En La Molina Vieille ils se trouvent des maisons exclusives qu'ils sont placées dans les urbanisations La Molina Vieille, La Peupleraie de la Molina Vieille, Les Sirius et Le Remanso, Corregidor, Île du Soleil, Les Vignes de la Molina, Couverture du soleil, La Chapelle (Association Pro-Logement Propre Vemtracom), La Vallée de la Molina et Les Lomas de la Molina Vieja. Il conforme 20 % de l'arrondissement.

La Molina est un arrondissement avec profusion de constructions amples par le même que, divers importants exclusifs clubs sociaux péruviens ils ont un siège dans cet arrondissement, entre ils:
- La Rinconada Country Club
- Le Country Club La Planicie
- Le Club Hebraica

Il est l'arrondissement de Lima avec majeure densité de zones vertes, en obtenant jusqu'à 20 mètres cadrés pour chaque habitant. Dans le sud de la Molina, dans les versants des collines Saint Pierre, Moyenne Lune et San Francisco se trouve le Parc Écologique de la Molina, lequel héberge 208.6 hectares et il a été établi le 12 mai 2004. Il s'est déjà été arborizando avec certaines espèces d'arbres et plantes pour ce que se font des campagnes de sème chaque vrai temps. Celui-ci sera le parc écologique plus grand de Lima. Il a plus de 13 mille plantes environ entre des arbres et des arbustes.
il aussi héberge divers importants collèges privés tels comme l'ancien Collège Sacrés Cœurs Recoleta (Camacho), Newton College (Les Lagunes), La Molina Christian Schools (LMCS)(Soleil de la Molina), Collège Villa María-La Planicie (La Planicie), Collège Italien Antonio Raimondi (La Fontana), Lord Byron School (Soleil de la Molina), José Quiñones (Camacho), Dimanche Faustino Sarmiento (Camacho), Carlos Lisson (Camacho)et Niveau À (Camacho), Collège Franklin Delano Roosevelt (Camacho), Waldorf-Lima (Camacho), Sainte María Eufrasia (Camacho), Jacques Cousteau (COVIMA), Collège Péruvien Nord-américain Abraham Lincoln (Camacho), Collège Brüning (Sainte Patricia), Collège Villa Caritas et Saint Pierre (Rinconada du Lac), Collège Péruvien-Alemán Règne du Monde (Rinconada du Lac), Collège Pre Universitaire Newman (La vallée), Collège Mater Dei (vignes), Jean Piaget (vignes), Jean Lui Boulch (Sainte Patricia), Collège Règne des Anges (Rinconada Grande), Collège Salazar Bondy (vignes), Collège Privé Ateneo de la Molina (fresnos), Vierge du Rosaire de Yungay (Sainte Patricia), I.Et. no 1278 - La Molina fondée en 1965 initialement dedans de la UNALM et s'a postérieurement déplacé à la Urb. Sainte Patricia, I.Et. "Aurelio a Regardé Quesada Fade" no 1140 (Molicentro), fondé en 1961 envisagée "âme mater" de la Molina par ses élèves egresados et sa grande population scolaire actuel; Félix Tello Rouges (Sainte Patricia).

### Religion
La Molina est un arrondissement qui respecte la "Liberté Religieuse" comme le signale notre Constitution Politique et la Loi no 29635....